# Nils Granfelt
Nils Daniel Granfelt (Estocolm, 17 de febrer de 1887 – Nacka, Comtat d'Estocolm, 21 de juliol de 1959) va ser un gimnasta artístic suec que va competir a començaments del segle xx.
El 1912 va prendre part en els Jocs Olímpics d'Estocolm, on va guanyar la medalla d'or en el concurs per equips, sistema suec del programa de gimnàstica.